# Caligavis
A Caligavis a madarak osztályának verébalakúak (Passeriformes) rendjébe és a mézevőfélék (Meliphagidae) családjába tartozó nem. Besorolásuk vitatott, egyes szervezetek a Lichenostomus nembe sorolják ezeket a fajokat is.

## Rendszerezésük
A nemet Tom Iredale írta le 1956-ban, az alábbi 3 fajt sorolják ide:
- aranysávos mézevő (Caligavis chrysops[1] vagy Lichenostomus chrysops)[2]
- aranycsíkos mézevő (Caligavis subfrenata[1] vagy Lichenostomus subfrenatus)[2]
- lomblakó mézevő (Caligavis obscura[1] vagy Lichenostomus obscurus)[2]

## Előfordulásuk
Egy faj Ausztráliában, kettő Új-Guinea szigetén honos. Természetes élőhelyeik a mérsékelt övi erdők, szubtrópusi és trópusi esőerdők,  lombhullató erdők, szavannák és cserjések.

## Megjelenésük
Testhosszuk 15–22 centiméter közötti.

## Életmódjuk
Főleg nektárral, ízeltlábúakkal és gyümölcsökkel táplálkoznak.